# Antoni Kossakowski (1735–1798)
Antoni Korwin-Kossakowski herbu Ślepowron (ur. w 1735 roku – zm. 25 września 1798 roku) – kasztelan inflancki w 1790 roku, chorąży kowieński w latach 1782–1789, pisarz ziemski kowieński w latach 1765–1782, strażnik kowieński w latach 1759–1765, budowniczy kowieński w latach 1758–1759, marszałek konfederacji powiatu kowieńskiego w 1767 roku.
Syn stolnika żmudzkiego Dominika (zm. 1743), brat biskupa Józefa i hetmana Szymona (powieszonych w czasie insurekcji kościuszkowskiej). Jako członek znanej litewskiej rodziny szlacheckiej pełnił szereg funkcji publicznych i wojskowych, był chorążym petyhorskim wojsk litewskich, chorążym kowieńskim, posłem powiatu kowieńskiego na sejm 1780 roku i posłem na sejm 1788 roku, sędzią sejmowym (1789). W 1784 otrzymał Order Świętego Stanisława, w 1791 Order Orła Białego. Był członkiem konfederacji Sejmu Czteroletniego. Wybrany ze stanu rycerskiego sędzią Sejmu Czteroletniego w 1788 roku. 30 września 1789 został kasztelanem inflanckim. Figurował na liście posłów i senatorów posła rosyjskiego Jakowa Bułhakowa w 1792 roku, która zawierała zestawienie osób, na które Rosjanie mogą liczyć przy rekonfederacji i obaleniu dzieła 3 maja. Był konsyliarzem z Senatu w konfederacji generalnej Wielego Księstwa Litewskiego w konfederacji targowickiej w 1792 roku, delegowany przez nią do sądów ulitimae instantiae w 1792 roku.
Jako stronnik Rosji był więziony w czasie insurekcji kościuszkowskiej; podobno – według własnych wspomnień Kossakowskiego – w sprawie jego zwolnienia interweniował sam Tadeusz Kościuszko.
Został pochowany w Żejmach na Litwie. Z małżeństwa z Eleonorą ze Straszewiczów był ojcem Józefa (1772–1842), generała i adiutanta Napoleona.